# 염오
염오(染污, 산스크리트어: klista)는 번뇌의 다른 말이며 잡염(雜染) 또는 염(染)이라고도 한다.
염오(染污)와 번뇌(煩惱)는 같은 말이기는 하지만, 염오(染污)는 번뇌가 마음(6식 또는 8식, 즉 심왕, 즉 심법)을 혼탁하게 하는 측면을 강조해서 번뇌를 달리 말하는 것이다. 즉, 마음(6식 또는 8식, 즉 심왕, 즉 심법)이 혼탁해지게 함으로써 오도(悟道), 즉 진리를 깨치는 것을 장애하는 측면을 부각시켜 번뇌를 달리 말하는 것이다. 염오는 부정(不淨: 맑고 명료하지 못함, 또는 맑고 명료하지 못하게 함)이라고도 하는데, 부정(不淨)이라는 낱말 역시, 마음이 번뇌로 인해 오염된 상태와, 번뇌가 마음을 오염시켜 오도(悟道: 진리를 깨침)를 장애하는 측면을 부각시켜 번뇌를 달리 일컫는 낱말이다. 그리고, 번뇌에 오염된 결과 사(事)와 이(理)에 대해 어리석음이 생겨서 사리(事理)에 밝지 못한 상태를 미혹(迷惑)된 상태라 하며, 미혹된 상태는 미혹을 벗어날 수 있게 하는 조치를 취하지 않는 한 다시 더 큰 번뇌를 가져와 더 미혹되게 된다.
불교에서는 일체법을 선(善) · 불선(不善) · 무기(無記)의 3성(三性)으로 분류하기도 하는데, 여기서 무기는 다시 유부무기(有覆無記)와 무부무기(無覆無記)로 나뉜다. 달리 말하자면, 무기(無記)란 선도 아니고 불선(악)도 아닌 것을 말하는데, 이것은 다시 다시 순수한 무기와 바른 지혜가 생겨나는 것을 방해하는 무기로 나뉘며, 전자를 무부무기(無覆無記)라 하고 후자를 유부무기(有覆無記)라 한다.
염오(染污)는 이와 같이 일체법을 3성(三性)으로 분류할 때, 불선과 유부무기를 합한 것에 해당한다.
일체법 또는 특정한 법들의 그룹을 3성(三性)으로 분류하는 것, 즉 3성(三性)의 관점으로 나누는 것을 전통적인 용어로 3성 분별(三性分別)이라 하는데, 3성 분별은 이들 법들 중에서 무엇이 선이며 무엇이 악(불선)이며 무엇이 선도 악도 아닌 것인지 분류하는 것으로, 간단히 말하자면, 도덕적 기준에서 해당 법들을 나누어보는 것이다. 일체법에 대해 3성 분별을 해보면, 당연히 선의 그룹이나 악의 그룹보다 훨씬 그 개체수가 많은 것은 산하대지를 포함한 온갖 무생물과 인간을 포함한 온갖 생물이 소속되는 무기의 그룹이다. 하지만, 무기의 그룹은 선도 악도 아니므로 불교의 선악 개념의 관점에서는 현재보다 나은 상태나 현재 나쁜 상태를 가져오지 않고 단지 현재 상태와 유사한 상태를 지속시킬 뿐이므로, 깨달음의 길이라는 측면에서는 선의 그룹과 악의 그룹이 중요하며 그리고 무기의 그룹 중에서는 바른 지혜가 생겨나는 것을 방해하는 유부무기(有覆無記)가 중요하다. 말하자면, 무엇이 깨달음의 길에서 장애가 되는 법이며 무엇이 깨달음의 길에서 나아가게 하는 법인지를 가려내어, 선으로 악을 막고 또한 선 그 자체를 증대시킴으로써 깨달음에로 더 나아가게 하려는 것이 3성 분별의 목적이고 의의이다.
번뇌로 인해 마음(6식 또는 8식, 즉 심왕, 즉 심법)이 혼탁해진 것을 흔히 번뇌에 물들었다고 표현한다. 그리고 마음(6식 또는 8식, 즉 심왕, 즉 심법)이 번뇌에 물든 것을 염심(染心), 잡염심(雜染心), 염오식(染污識), 염오심(染污心), 즉 염오한 마음, 오염된 마음 또는 번뇌에 물든 마음이라 한다. 염오한 마음, 즉 번뇌에 물들어 혼탁해진 마음(6식 또는 8식, 즉 심왕, 즉 심법)은 사물[事]과 이치[理]를 명료하게 알지 못하는 무지(無知)의 상태에 있게 된다. 그리고, 염오심(染污心: 염오한 마음), 즉 사물[事]과 이치[理]를 명료하게 알지 못하는 마음(6식 또는 8식, 즉 심왕, 즉 심법)은 무기(無記)이지만, 나[我, 자아]에 대한 그릇된 믿음을 촉진시키다는 점에서 바른 지혜가 생겨나는 것을 방해하므로 유부무기에 속한다.
앞에서 언급한 바와 같이, 번뇌에 물들어 있는 것 즉 염오(染污)는 불선와 유부무기를 합한 것을 말하므로, 형식논리상으로도, 불선은 염오이지만 염오가 곧 불선인 것은 아니며, 마찬가지로, 유부무기는 염오이지만 염오가 곧 유부무기인 것은 아니다.
이 형식논리의 실제적인 의의를 살펴보면,
불선(不善) 즉 악(惡)은 번뇌에 물들어 있는 것이지만 번뇌에 물들어 있는 것이 곧 불선(不善) 즉 악(惡)인 것은 아니라는 것을 말한다. 예를 들어, 어떤 사람이 4성제에 대해 무지(無知)하다고 해서, 또는 선법(善法)을 닦지 않는다고 해서, 그 사람을 나쁜 사람(불선한 사람, 악한 사람)이라고 할 수 없는 것이다.

## 참고 문헌
- 곽철환 (2003). 《시공 불교사전》. 시공사 / 네이버 지식백과. |title=에 외부 링크가 있음 (도움말)
- 권오민 (2003). 《아비달마불교》. 민족사.
- 세친 지음, 현장 한역, 권오민 번역 (K.955, T.1558). 《아비달마구사론》. 한글대장경 검색시스템 - 전자불전연구소 / 동국역경원. K.955(27-453), T.1558(29-1). |title=에 외부 링크가 있음 (도움말)
- 운허.  동국역경원 편집, 편집. 《불교 사전》. |title=에 외부 링크가 있음 (도움말)
- (중국어) 星雲. 《佛光大辭典(불광대사전)》 3판. |title=에 외부 링크가 있음 (도움말)